# Mühlenstraße 17 (Quedlinburg)

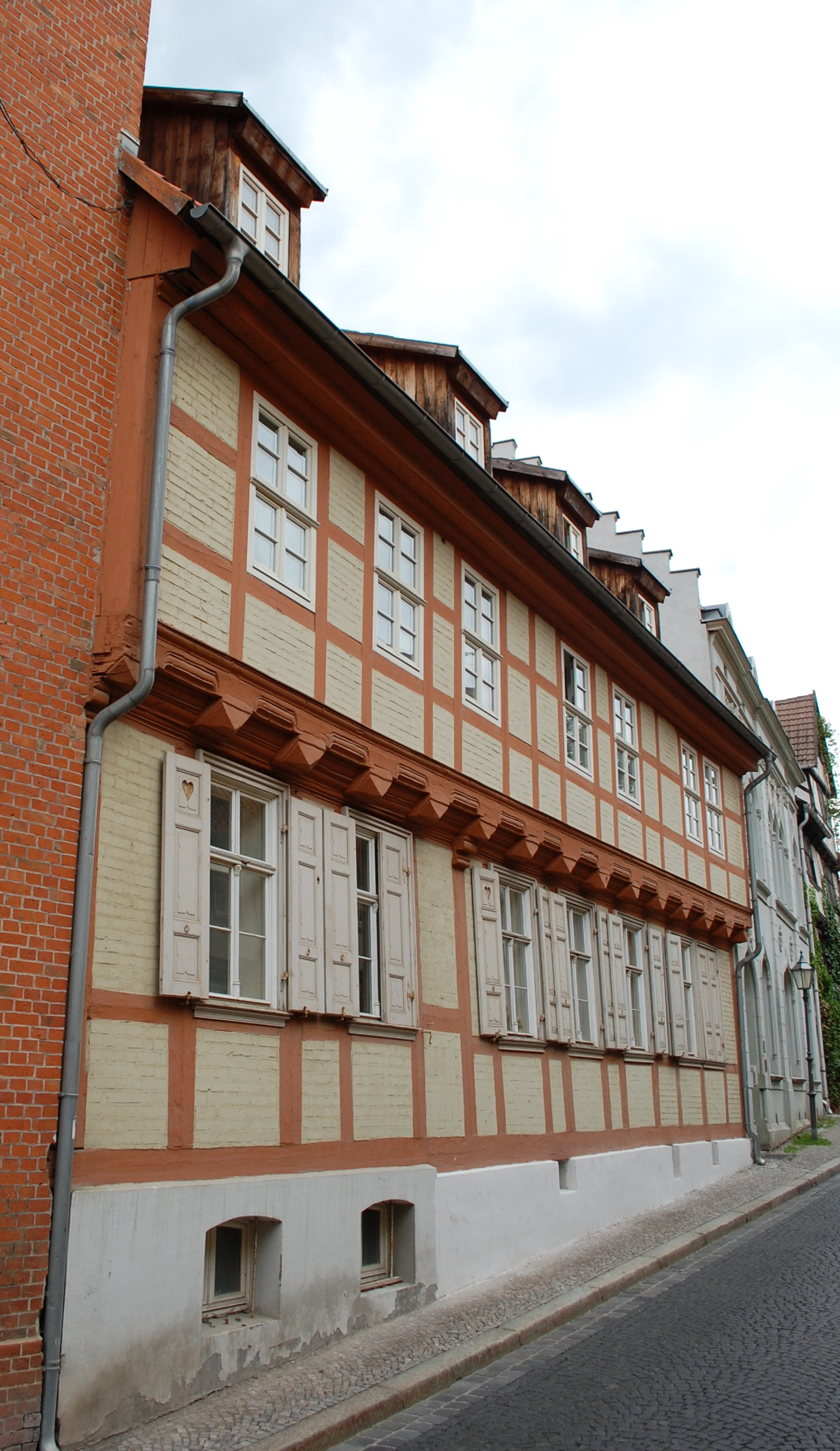
Mühlenstraße 17

Das Haus Mühlenstraße 17 ist ein denkmalgeschütztes Gebäude in der Stadt Quedlinburg in Sachsen-Anhalt. 
Es befindet sich südlich des Quedlinburger Schloßbergs auf der Südseite der Mühlenstraße. Das Haus gehört zum UNESCO-Weltkulturerbe und ist im Quedlinburger Denkmalverzeichnis eingetragen. Westlich grenzt das gleichfalls denkmalgeschützte Haus Mühlenstraße 18 an.

## Architektur und Geschichte
Das Fachwerkhaus wurde 1671 vom Zimmermann Martin Lange errichtet. Hierauf verweist eine am Wohnhaus befindliche Inschrift, die, neben einem Wappen aus zwei Beilen und einer Säge, M. Marten Lange ZM erwähnt. Die Fachwerkfassade des Hauses wurde im 18./19. Jahrhundert verändert. Die Stockschwele des Hauses präsentiert sich beschnitzt. Darüber hinaus finden sich profilierte Füllhölzer, Pyramidenbalkenköpfe und Schiffskehlen. Die Gefache sind mit Ziegelsteinen ausgemauert.
Die rückwärtige Front des Gebäudes wurde in der zweiten Hälfte des 20. Jahrhunderts in massiver Bauweise erneuert.